# Lê Giang
Nguyễn Thị Lê Giang, thường được biết đến với nghệ danh Lê Giang (sinh ngày 2 tháng 11 năm 1972), là một nữ diễn viên, nghệ sĩ hài kiêm nghệ sĩ cải lương người Việt Nam. 

## Tiểu sử
Lê Giang sinh ngày 2 tháng 11 năm 1972 ở Vĩnh Long. Xuất thân từ đoàn cải lương Thanh Nga, Lê Giang nổi tiếng năm mới 16 tuổi khi cùng Hữu Nghĩa có mặt trong vở cải lương truyền hình "Kỷ niệm thời con gái". Năm 1990, bà giành huy chương vàng Hội diễn sân khấu chuyên nghiệp với vở Dòng sông đầm lầy.
Năm 1992, Lê Giang kết hôn với nghệ sĩ hài Duy Phương, tạo nên cặp đôi "vàng" trong làng hài kịch trên khắp các sân khấu ở Thành phố Hồ Chí Minh. Đến năm 1999, cả hai chia tay sau khi có hai con chung là Duy Phước và Lê Lộc. Năm 2009, bà tái hôn rồi sang Úc định cư và có một người con trai. Cuối năm 2015, Lê Giang về Việt Nam hoạt động nghệ thuật sau sáu năm định cư ở nước ngoài.

## Tranh cãi
Năm 2017, trong một tập phát sóng của chương trình Sau ánh hào quang do HTV sản xuất, Lê Giang đã tố chồng cũ là nghệ sĩ Duy Phương bạo hành và ném từ cầu thang xuống. Tuy nhiên, Duy Phương đã bác bỏ thông tin này, ông cho rằng những lời mà bà nói là hoàn toàn sai sự thật, đồng thời đâm đơn kiện HTV và Đông Tây Promotion, đơn vị sản xuất của chương trình, vì bị bôi nhọ danh dự trên sóng truyền hình. Sau đó, nhiều tờ báo nhà nước và những nghệ sĩ đã kêu gọi tẩy chay chương trình này vì cho rằng chương trình khơi gợi những quá khứ đau thương của các nghệ sĩ mà không mang lại những điều tốt đẹp gì, thậm chí còn bị xem là "nhảm nhí". Hơn nữa, một bộ phận khán giả cũng tích cực tham gia phản đối chương trình Sau ánh hào quang và đồng tình đề nghị dẹp bỏ chương trình này.
Ngày 28 tháng 12 năm 2018, Tòa án nhân dân Quận 1 ra quyết định công nhận hòa giải thành công giữa nghệ sĩ Duy Phương và đơn vị sản xuất chương trình Sau ánh hào quang, theo đó Duy Phương nhận được 20 triệu đồng tiền bồi thường từ đơn vị sản xuất chương trình.

## Danh sách phim
Tiêu biểu:

### Truyền hình
| Năm  | Tựa phim           | Vai diễn  | Đạo diễn          | Kênh | Nguồn |
| ---- | ------------------ | --------- | ----------------- | ---- | ----- |
| 2008 | Cô gái xấu xí      | Thanh     | Nguyễn Minh Chung | VTV3 |       |
| 2009 | Sóng tình          | Giao      | Xuân Cường        | HTV9 |       |
| 2016 | Cưới chồng cho vợ  | Bà An     | Lê Lộc            | HTV7 |       |
| 2017 | Oan gia bùm chéo   | Bà Vân    | Quốc Thuận        | HTV7 |       |
| 2020 | Ngôi nhà teen ám   | Bà Hai Tỷ | Nguyễn Thu        | VTV9 |       |
| 2022 | Gia đình hết sẩy 3 | Bà Bảy    | Nguyễn Thu        | HTV9 |       |

### Điện ảnh
| Năm  | Tựa phim          | Đạo diễn                 | Nguồn  |
| ---- | ----------------- | ------------------------ | ------ |
| 2019 | Vu quy đại náo    | Lê Thiện Viễn            |        |
| 2019 | Cua lại vợ bầu    | Nhất Trung               |        |
| 2019 | Pháp sư mù        | Huỳnh Lập                | [ 16 ] |
| 2020 | Cuốc xe nửa đêm   | Nguyễn Nguyên Hoàng      |        |
| 2021 | Em là của em      | Lê Thiện Viễn            |        |
| 2021 | Bố già            | Trấn Thành, Vũ Ngọc Đãng |        |
| 2022 | Ghe bẹo ghẹo ai 2 | Võ Đăng Khoa             |        |
| 2023 | Nhà bà Nữ         | Trấn Thành               |        |
| 2023 | Chị chị em em 2   | Vũ Ngọc Đãng             |        |
| 2024 | Gặp lại chị bầu   | Đoàn Nhất Trung          |        |
| 2024 | Làm giàu với ma   | Nhật Trung               |        |
| 2024 | Cô dâu hào môn    | Vũ Ngọc Đãng             |        |
| 2025 | Bộ tứ báo thủ     | Trấn Thành               |        |

### Web drama
| Năm  | Tựa phim                  | Vai diễn   | Kênh                    | Nguồn |
| ---- | ------------------------- | ---------- | ----------------------- | ----- |
| 2018 | Cương thi biến            | mẹ         | Duy Khánh Official      |       |
| 2018 | The call                  |            | Trấn Thành Town         |       |
| 2019 | Ba lô                     |            | Ngọc Thanh Tâm Offcial  |       |
| 2019 | Bà 5 bống                 |            | Duy Khánh Official      |       |
| 2019 | Bố già                    |            | Trấn Thành Town         |       |
| 2020 | Đại kê chạy đi            |            | Hồng Vân Entertainment  |       |
| 2020 | Nhà trọ có quá trời phòng | Bà Huệ     | Nam Thư Entertainment   |       |
| 2020 | Đệ nhất kỹ nam            |            | Anh Dương Lâm Đồng Nai  |       |
| 2020 | Tiệm nail fê-li-na        |            | Khả Như Official        |       |
| 2020 | Hạnh phúc trong tầm tay   |            | Yeah1 Movie             |       |
| 2020 | Đại kê chạy đi 2          | Bà Loan    | Hồng Vân Entertainment  |       |
| 2020 | Chuyện xóm tui            | Bà Tuyết   | Thu Trang Official      |       |
| 2020 | Tâm sắc Tấm               |            | Ngọc Thanh Tâm Official |       |
| 2021 | Chuyện xóm tui 2          | Bà Tuyết   | Thu Trang Official      |       |
| 2021 | Trời ơi! Tức muốn chết... | Bà Cúc     | Hồng Vân Entertainment  |       |
| 2021 | Dịch vụ zụ zịt            |            | Nam Thư Entertainment   |       |
| 2022 | Tết này có chồng          | Bà Hai Lửa | Hồ Bích Trâm Official   |       |
| 2022 | Hẻm cụt                   | Tư Dao Lam | Trấn Thành Town         |       |

## Giải thưởng
| Năm  | Giải thưởng                       | Hạng mục                  | Tác phẩm                 | Kết quả         | Nguồn  |
| ---- | --------------------------------- | ------------------------- | ------------------------ | --------------- | ------ |
| 1990 | Hội diễn sân khấu chuyên nghiệp   | Diễn viên cải lương       | Dòng sông đầm lầy        | Huy chương vàng | [ 2 ]  |
| 2005 | Gala cười                         | Nghệ sĩ triển vọng        | Tỷ phú                   | Đoạt giải       | [ 17 ] |
| 2016 | Gương mặt thân quen nhí           | —                         | Thần nữ dâng ngũ linh kỳ | Quán quân       | [ 18 ] |
| 2021 | Giải thưởng Ngôi Sao Xanh         | Nữ diễn viên phụ xuất sắc | Bố già                   | Đoạt giải       | [ 19 ] |
| 2021 | Liên hoan kịch nói toàn quốc 2021 | Diễn viên kịch nói        | Nắng chiều               | Huy chương vàng | [ 20 ] |